# Carl B. Collins
Carl B. Collins (n. 1940) este un fizician american, membru de onoare al Academiei Române (din 1992).
1. ↑  Journal officiel de la République française. Document administratif